# Technicolor Yawn
Technicolor Yawn – oficjalny drugi singel The Dumplings, a pierwszy radiowy, pochodzący z ich debiutanckiego albumu No Bad Days. Piosenka została wydana przez Warner Music Poland do promocji radiowej 28 kwietnia 2014. Okładkę singla i minialbumu z remiksami opracował graficznie, podobnie jak szatę innych singli i płyty długogrającej, Kamil Lach 'Zgonowicz'. Przedstawia ona wymiotującą męską twarz w jaskrawych barwach.

## Lista utworów

### Singel
Data wydania: 28/29 kwietnia 2014.
1. "Technicolor Yawn" 2:20

### EP (Remixes)
Data wydania: 1 lipca 2014.
1. "Technicolor Yawn" (B Szczesny Remix) 4:54
2. "Technicolor Yawn" (Kixnare Remix) 4:20
3. "Technicolor Yawn" (Kixnare Dub) 5:36
4. "Technicolor Yawn" (Zamilska Remix) 9:33

## Notowania
- Uwuemka: 5[5]
- Lista Przebojów Radia Merkury: 10[6]
- Lista Przebojów Trójki: 18[7]
- Top Radio Songs: 45[8]

## Teledysk
Obraz ze scenariuszem i w reżyserii Arkadiusza Nowakowskiego opublikowano 13 maja 2014 w serwisie YouTube. Teledysk dzięki zespołowi r2d2kolektyw otrzymał nagrodę Yach Film 2014 w kategorii Aranżacja Przestrzeni.